# كريستال يو
كريستال يو (بالإنجليزية: Crystal Yu)‏ هي ممثلة بريطانية، ولدت في 30 أكتوبر 1988 في هونغ كونغ في الصين.

## وصلات خارجية
- كريستال يو على موقع IMDb (الإنجليزية)
- كريستال يو على موقع ألو سيني (الفرنسية)
- كريستال يو على موقع قاعدة بيانات الفيلم (الإنجليزية)
- كريستال يو على موقع كينوبويسك (الروسية)